# 卡宾服饰
卡宾服饰有限公司（港交所：2030，Cabbeen）是中華人民共和國一家服裝公司，旗下有卡宾、卡宾都市、Cabbeen Love及凌晨两点四个品牌。总部位于廣東省广州市黄埔区，由杨紫明於1997年創辦。2013年10月在香港上市。2015年6月，卡宾开始在天猫、京东、微商城及卡宾官网销售。當時卡宾以传统批发、代销、直营、电商為主要銷售模式。
卡宾原本以商务休闲男装為主，後來開始向多個領域發展。2016年底，卡宾旗下子品牌2AM推出女装系列产品。2018年下半年，卡宾推出针对3-12岁儿童的中档时尚童装品牌Cabbeen Love。2010年代末，卡宾业绩止步不前甚至下滑。2019年，公司淨利潤下滑26%，2021年，公司淨利潤下滑15.45%。

## 外部連結
- 官方网站